# Blind Lemon Jefferson
Blind Lemon Jefferson (* jako Lemon Henry Jefferson; 24. září 1893 – 19. prosince 1929) byl americký bluesový zpěvák a kytarista. V roce 1980 byl mezi prvními uveden do Blues Hall of Fame. Je považován za otce texaského blues. Spolu s Charlie Pattonem patří k nejstarším hudebníkům, kteří po sobě zanechali záznam na gramofonových deskách. Ovlivnil celou řadu pozdějších hudebníků, mezi které patří i B. B. King, T-Bone Walker, Lightnin' Hopkins, Canned Heat, Nick Cave, Son House nebo Robert Johnson. Skupina Nick Cave and the Bad Seeds po něm pojmenovala skladbu na svém albu The Firstborn Is Dead.